# سیناکالست
سیناکالست (انگلیسی: Cinacalcet) که با نام تجاری Sensipar در میان دیگران فروخته می‌شود، دارویی است که برای درمان هیپرپاراتیروئیدیسم درجه سوم، کارسینوم پاراتیروئید و هیپرپاراتیروئیدیسم اولیه استفاده می‌شود.
شایع‌ترین عوارض جانبی آن شامل حالت تهوع (احساس بیماری) و استفراغ است.
سیناکالست با فعال شدن آلوستریک گیرنده حسگر کلسیم که در بافت‌های مختلف اندام انسان بیان می‌شود، به‌عنوان یک کلسیم‌متیک عمل می‌کند (یعنی عملکرد کلسیم روی بافت‌ها را تقلید می‌کند).
این دارو در مارس ۲۰۰۴ در ایالات متحده و در اکتبر ۲۰۰۴ در اتحادیه اروپا تأیید شد. ایندارو نخستین تعدیل کننده گیرنده آلوستریک همراه با پروتئین G بود که وارد بازار دارویی شد. در سال ۲۰۱۳، سیناکالست هفتاد و ششمین داروی تجویز شده در ایالات متحده بود.

## کاربرد پزشکی
در ایالات متحده، سیناکالست برای درمان هیپرپاراتیروئیدیسم ثانویه در افراد مبتلا به بیماری مزمن کلیه تحت دیالیز و هیپرکلسمی در افراد مبتلا به کارسینوم پاراتیروئید نشان داده شده‌است. سیناکالست همچنین می‌تواند برای درمان هیپرکلسمی شدید در بیماران مبتلا به هیپرپاراتیروئیدیسم اولیه که قادر به انجام پاراتیروئیدکتومی نیستند، استفاده شود.
در اتحادیه اروپا سیناکالست برای موارد زیر نشان داده شده‌است:
- درمان هیپرپاراتیروئیدیسم ثانویه (HPT) در بزرگسالان مبتلا به بیماری مرحله نهایی کلیه (ESRD) در درمان دیالیز نگهدارنده
- درمان هیپرپاراتیروئیدیسم ثانویه (HPT) در کودکان سه سال و بالاتر مبتلا به مرحله نهایی بیماری کلیوی (ESRD) تحت درمان دیالیز نگهدارنده که در آنها HPT ثانویه به اندازه کافی با درمان استاندارد مراقبت کنترل نمی‌شود.
- بخشی از یک رژیم درمانی شامل اتصال‌دهنده‌های فسفات و/یا استرول‌های ویتامین D، در صورت لزوم.
- درمان کارسینوم پاراتیروئید و هیپرپاراتیروئیدیسم اولیه در بزرگسالان
- کاهش هیپرکلسمی در بزرگسالان مبتلا به کارسینوم پاراتیروئید؛

HPT اولیه برای آنها که پاراتیروئیدکتومی بر اساس سطح کلسیم سرم (همان‌طور که توسط دستورالعمل‌های درمانی مربوطه تعریف شده‌است) اندیکاسیون دارد، اما در آنها پاراتیروئیدکتومی از نظر بالینی مناسب نیست یا منع مصرف دارد.

### بارداری و شیردهی
سیناکالست دارای رده بارداری C در ایالات متحده است، به این معنی که مطالعات کافی و کنترل شده در مورد سیناکالست در زنان باردار انجام نشده‌است.
مطالعاتی در مورد زنان شیرده انجام نشده‌است؛ بنابراین مشخص نیست که آیا سیناکالست در شیر انسان دفع می‌شود یا خیر.

## موارد منع مصرف
هیپوکلسمی (کاهش سطح کلسیم) یکی از موارد منع مصرف سیناکالست است. کسانی که سطح سرمی کلسیم آنها کمتر از ۷٫۵ میلی‌گرم در دسی‌لیتر است، نباید سیناکالست را شروع کنند. علائم هیپوکلسمی شامل پاراتزی، میالژی، گرفتگی عضلات، کزاز و تشنج است. سیناکالست نباید تا زمانی که سطح سرمی کلسیم بالای ۸٫۰ میلی‌گرم در دسی لیتر باشد و/یا علائم هیپوکلسمی برطرف نشود، تجویز نشود. سیناکالست برای استفاده در کودکان در ایالات متحده تأیید نشده‌است.

## اثرات نامطلوب
عوارض جانبی رایج سیناکالست شامل ناراحتی معده، استفراغ، اسهال، سرگیجه، حالت تهوع، ضعف و درد قفسه سینه است.
کارآزمایی‌های بالینی که توسط Amgen در ایالات متحده برای تعیین بی‌خطر بودن این دارو در کودکان انجام شد، توسط سازمان غذا و داروی ایالات متحده (FDA) در فوریه ۲۰۱۳ و پس از مرگ یک شرکت‌کننده ۱۴ ساله متوقف شد.

## مصرف بیش از حد
عوارض جانبی جدی، از جمله علائم مصرف بیش از حد، سیناکالست عبارتند از:
- سوزش
- مور مور شدن
- احساسات غیرمعمول لب‌ها، زبان، انگشتان دست یا پاها
- درد یا گرفتگی عضلات
- سفت شدن ناگهانی عضلات دست، پا، صورت یا گلو
- تشنج

## تداخلات
سیناکالست یک مهارکننده قوی آنزیم کبدی CYP2D6 است و تا حدی توسط CYP3A4 و CYP1A2 متابولیزه می‌شود. اگر افراد تحت درمان با مهارکننده‌های CYP3A4 و CYP1A2 و داروهایی هستند که توسط CYP2D6 متابولیزه می‌شوند، ممکن است تنظیم دوز ضروری باشد.

## فارماکولوژی

### مکانیسم عمل
سیناکالست دارویی است که به‌عنوان یک کلسیم‌کننده عمل می‌کند (یعنی عملکرد کلسیم را بر روی بافت‌ها تقلید می‌کند) با فعال‌سازی آلوستریک گیرنده حسگر کلسیم که در بافت‌های گوناگون اندام انسان بیان می‌شود. گیرنده‌های حسگر کلسیم در سطح سلول اصلی غده پاراتیروئید تنظیم کننده منفی اصلی ترشح هورمون پاراتیروئید است. این دارو حساسیت گیرنده‌های کلسیم را در سلول‌های پاراتیروئید افزایش می‌دهد تا سطح هورمون پاراتیروئید (PTH) را کاهش دهد و در نتیجه سطح کلسیم سرم را کاهش دهد.